# 青木日出雄
青木 日出雄（あおき ひでお、1927年〈昭和2年〉2月8日 - 1988年〈昭和63年〉6月8日）は、日本の航空自衛官、航空・軍事評論家。
航士59期。北海道旭川市出身。

## 生涯

### 航空自衛隊退官まで
陸軍航空士官学校59期生。戦後、札幌文科専門学院（現札幌学院大学）、札幌短期大学卒業。国家公務員6級職試験に合格し、電気通信省、日本電信電話公社を経て、1956年（昭和31年）に航空自衛隊入隊。第2航空団（千歳基地）防衛班長を最後に退職した。 
以後は航空・防衛問題の専門家としてジャーナリズムの世界で活躍する。1984年の東宝映画『ゴジラ』では特別スタッフとして参加し、原子力潜水艦や核衛星の考証などを行った。 

### 『航空情報』事件
退官後当初は『航空情報』嘱託として航空記事を執筆していた。この時『航空情報』1966年11月号に掲載した「F-104 その将来」という評論の中で日米相互防衛援助協定等に伴う秘密保護法に違反する箇所があったとして同法三条違反を適用して書類送検された第一号となった。問題となった原稿は伊藤忠商事に勤務する元航空自衛隊幹部3名から持ち込まれたF-104Jに関する原稿を酣燈社からの依頼で書き直したものであった。抵触したのは同機に搭載された火器管制装置ナサールの「出力220kW、探知距離40浬」と言う部分であった。しかしながら、この部分が防衛機密に指定されたのは1966年2月であり、1月31日付けで退職していた青木は知る由も無かった。その後、1968年2月29日、警視庁公安部外事二課に出頭を求められ、書類送検に繋がった。取調べを担当した刑事は「これじゃあ、罪になりませんよ。こんな事件は二度と扱いたくないですね」とつぶやいたと言う。

### 『航空ジャーナル』での活動
『航空情報』編集長を経て、1974年（昭和49年）には月刊誌『航空ジャーナル』を創刊し、社長に就任した。
1971年のニクソンドクトリン以来米軍戦闘機の配備が無かった三沢飛行場にF-16が配備された際にも解説を行ったが、ソ連が「対抗措置をとらざるを得ない」と通告してきたこと、戦術核を搭載可能なこと、配備前より在日米軍の戦力が優越していることなどを根拠に「軍縮のための話し合いをソ連に呼びかけるべき」として反対の意見を表明している。
テレビ出演時に自身がガンであることを告白。病床にあっても健筆を揮い、死去時には主筆の任にあった。
1985年（昭和60年）8月の日本航空123便墜落事故では、深い専門的知識で断片的情報を的確に読み取り、いち早く原因が人災であることを指摘して注目を集めた。またそれ以外においても1983年（昭和58年）の大韓航空機撃墜事件、1986年（昭和61年）のチャレンジャー号爆発事故、チェルノブイリ原子力発電所事故においてもニュース番組に解説者として出演し、「パニック評論家」との異名をとった。
軍事アナリストの小川和久が週刊現代記者時代に冷戦時代のソ連海軍原子力潜水艦の日本周辺での動静を描いたノンフィクション『原潜回廊』は、青木のもとに通い詰めてできた作品。また、朝日新聞の田岡俊次も「青木門下生」で、フォークランド戦争の開戦日とその理由を青木とウォーゲームをしながら的中させた。
悪性リンパ腫により1988年（昭和63年）死去。享年61。
「航空ジャーナル」の第3代編集長の中村浩美は甥。中村の後継で、最後の編集長となった長男青木謙知も、航空評論家を継いでいる。ノンフィクションライターの武田頼政は航空ジャーナル末期の社員の一人である。

## 著書
- 『空軍―軍用機の思想と用法』酣燈社、1972年
- 『戦略兵器』教育社入門新書、1978年（時事問題解説）
- 『飛行機』保育社ポケット図鑑、1978年。児童向け
- 『軍用機』保育社ポケット図鑑、1978年。児童向け
- 『旅客機』保育社カラーブックス、1981年。入門書
- 『国際諜報戦争　電子の目がわれわれを監視する』PHP研究所、1982年
- 『空から見た地政学―大韓航空機撃墜事件の盲点』太陽企画出版、1987年
- 『ガンを見すえて生きる―告知からの出発』講談社、1988年3月

### 訳書
- アレクサンダー・ダリン『消えたブラック・ボックス　大韓航空機撃墜の謎に迫る』サンケイ出版、1985年